# 금시조 (소설)
《금시조》는 소설가 이문열이 지은 한국소설이다. 1981년 현대문학에 발표되었으며 예술을 통해서 보수적인 사상을 고수하는 스승과 그에 맞서 개혁과 진보적인 성향을 추구하는 제자의 대립과 애증을 그리고 있다. 제15회 동인문학상을 수상하였으며 1983년 KBS에서 TV 문학관을 통해 드라마로 방영되었다...

## 줄거리
일제 당시 당대의 이름높은 서예가이자 문필가로 알려진 주인공 고죽(孤竹)은 72세의 말년을 맞아 암에 걸려서 병원신세를 지다가 집으로 돌아와서 자신의 죽음을 앞두고 반드시 해야할 일을 다짐하고 있었다. 그리고 집 안 벽면에 걸려있는 자신의 서예와 금시조의 모습을 보면서 잠시 어린시절을 회상하게 되는데...
어린시절 부모를 여의고 할머니에게서 자랐던 고죽은 10살이 되던 때 독립운동가인 숙부를 따라 영남지방의 문유(文儒)이자 훈장으로 알려진 석담의 집에서 들어와서 문하생이 된다. 그러나 스승인 석담은 고죽을 문하로 거두기는커녕 집 안일을 시켰으며 고죽의 글씨를 보면서도 형편없고 서투르다며 평가절하를 한다.
27살이 되던 해 스승이 잠시 외출을 한 사이 그는 스승이 부재중인 때를 이용하여 그토록 하고싶었던 붓을 잡으며 글씨쓰기에 몰두하다가 늦은 밤이 되면서 귀가를 하였던 스승에 의해 발각되고 만다. 그러다가 동행 중이었던 친구이자 7능으로 불리는 유림인 운곡으로부터 재능을 인정받아 그의 위탁으로 고죽을 문하생으로 거두게 된다. 그러나 얼마 못 가 고죽의 태도에 화가 난 석담은 고죽이 가져온 화선지를 불태우면서 다시 고죽에게 집 안일을 하도록하고 다시는 붓을 접하지 못하게 한다. 그러나 스승의 이 같은 제재에도 불구하고 고죽은 글씨쓰는 것을 포기하지 않는다.
그리고 세월이 흘러 36세가 된 어느 날 고죽은 학문과 예술은 다른 것이며 스승의 보수적인 사상에 반문을 하며 따지게 되었다가 결국 화가 난 석담이 벼루를 던지게 되자 관계가 악화되어서 석담의 집을 떠난다.
그 후 산사에 머물렀을 때 산사 벽면에 금시조의 그림을 보게되고 스승의 말을 떠올리며 스승의 집으로 찾아갔지만 이미 스승인 석담은 세상을 떠난 뒤였다.
그리고 현대로 돌아와서 고죽은 제자를 시켜서 자신의 작품들을 집 마당에 모아놓고 불을 태우라고 지시하며 자신의 작품들을 모두 불태우게되고 결국 72세를 일기로 세상을 떠난다.

## 등장인물
- 고죽 : 서예가이자 영남지방 문유인 석담의 제자. 처음에 석담의 보수적이고 구태적인 사상에 반기를 들었다가 석담을 화나게 하여서 관계가 악화되어서 결별했다가 나중에 금시조의 존재를 알면서 스승을 찾아갔지만 끝내 스승의 사망으로 만날 수 없었다. 후에 72세 때 암으로 와병신세를 지게된다.   배우는 故 김흥기(청년 및 노인시절), 안정훈(어린시절)
- 석담 : 영남지방의 문유이자 고죽의 스승. 고죽의 숙부와 지인으로 그의 부탁으로 고죽을 거두지만 처음에는 집 안일만 시키며 붓에 손대지 못하게한다. 나중에 고죽의 글씨를 인정한 것으로 보이며 결국 사망하였다. 배우는 신구
- 매향 : 고죽이 술집에서 만난 기녀. 배우는 하미혜
- 운곡 : 석담의 친구이자 7능으로 불리는 인물. 석담과는 달리 고죽의 재능을 일찍이 인정한다. 배우는 故 김인태

## 작품평
이 소설은 보수적이고 구시대적인 예술사상을 지향하는 스승과 시대의 변혁과 진보를 통해서 예술도 시대상에 맞춰서 반영해야한다는 주장을 하는 제자의 오랜 세월동안의 갈등과 분쟁 그리고 마지막에 이르러 금시조라는 존재와 고죽의 필력을 통해서 서로가 다른 사실을 받아들이며 알게 되었던 내용을 그리고있다. 동양의 보수적이고 중화사상의 영향을 받은 조선의 당대 예술가들의 보수적인 성향에 제자가 이를 반박하면서 예술은 독창적이고 자유로운 표현을 통해서 이뤄낸다는 것을 강조하면서 동시에 오늘날 정치사회적으로 보수와 진보의 갈등과 분쟁을 예술이라는 분야를 통해서 보여주고 있다. 서로 다른 의견으로 때때로 의견충돌과 갈등도 심하였지만 결국 그들은 영원한 스승과 제자이며 단지 서로의 마음을 확인하지 못하여 갈등을 빚어내었다는 내용을 그리고있다.
오직 전통사상만을 고집하고 추구하는 스승은 제자의 개혁적이고 변화적인 시대상을 무시하고 하대하며 그것을 배제하려고 하였고 제자는 그런 스승의 보수적이고 전통사상을 고집하는 것에 불만을 품으며 그것을 반박하는 입장에 있다. 그리고 이들의 대립은 갈등으로 이어져 결국 서로가 결별하게 되었지만 말년에 접어들면서 스승도 결국은 제자의 필력을 인정하며 세상을 떠났고 제자 역시 자신의 덧없고 부족한 점이 많다는 것을 깨달으며 세상을 떠났다는 점을 보면 결국은 말년에 가서야 모든 것이 헛되고 잘못되었음을 깨닫게 되었던 것이다. 즉 인생과정에서 전성기적의 화려함도 세월이 지나면 모두 덧없고 잘못된 사상이었다는 것을 스승과 제자 모두 각성하게 되었다는 것이다.
굳이 이들 스승과 제자 뿐만 아니라 인생을 가진 사람 모두가 누군가는 이런 스승과 제자처럼 전성기적에는 오만하고 세상모르고 살아가면서 자신의 부족함을 무시하였다가도 결국 말년에 접어들어서는 자신의 전성기가 잘못되었거나 부족하게 살았다는 것을 깨닫게 된다는 것을 알려주는 편이기도 하다.
소설 속 내용이기는 하지만 스승과 제자가 보수사상과 개혁사상을 통해서 예술에 대한 논쟁을 보면 굳이 이들만이 아니라 오늘날 보수와 개혁으로 갈등을 빚고있는 현대사회를 표현한 것이기도 하여 동시에 갈등과 분쟁은 심해도 결국은 서로가 뜻이 맞으면 막판에 통하게 된다는 교훈을 담기도 하였다.
그리고 막판에 고죽이 자신의 작품을 불태우게 되는 것은 고죽 자신이 단점이 심하였다는 것을 고령이 되어서야 참회하였고 죽기 전에 지난 날의 오만과 욕심을 버리고 깨끗이 인생을 마무리하겠다는 것으로 보일 수 있다. 사람이라는 존재는 경우에 따라 전성기 때는 때때로 오만하고 방자하여 자신만의 장점만을 믿게되어서 남의 이야기를 무시하기도 하지만 결국 말년에 접어들거나 죽음을 앞두면 그 동안의 일들이 헛되고 잘못되었다는 것을 깨닫게 되기 때문에 결국은 영원한 존재라는 것이 있을 수 없다는 것을 알려준다.

## 같이 보기
- 가루다
- KBS TV 문학관 - 금시조